# Ask en Embla

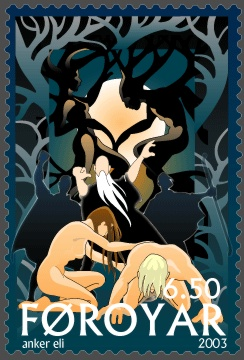
Ask en Embla op een postzegel uit de Faeröer, 2003 door Anker Eli Petersen.

In de Noordse mythologie waren Ask en Embla de eerste mensen, door Odin, Vili en Vé uit het hout geschapen dat zij op het wereldstrand vonden, nadat de schepping was begonnen. Ask en Embla worden genoemd in de Völuspá.

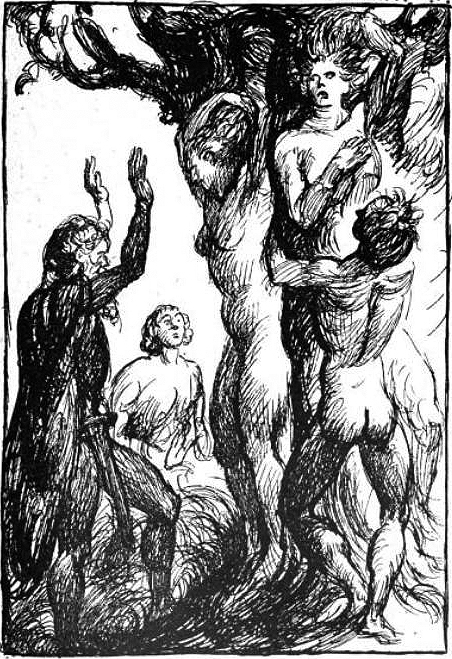
Ask en Embla

Het zijn in feite twee symbolische namen voor bomen of groeiwijzen (Ask betekent es en Embla betekent iep of slingerplant). In de Noordse literatuur is het wel meer de gewoonte mensen met bomen te vergelijken, vooral in de Edda.
Het begrip boom duidt tegelijk op stevigheid (vgl. "een boom van een vent"), levenskracht (vgl. "sterk als een boom") en vruchtbaarheid ("met een stamboom").
Ask en Embla zijn dus twee cruciale levensprincipes.
Odin gaf hun leven, adem en spraak. Vili gaf hun bewustzijn en beweeglijkheid. Vé, ten slotte, gaf hun uiterlijk en gehoor. Deze twee bouwden de godenburcht in Asgaard. Ask en Embla mochten binnen de muren van Midgaard) wonen.
Uit dit laatste kan men afleiden dat het nog niet om 'gewone' menselijke wezens gaat, maar om een soort levensprincipes of blauwdrukken voor verder leven (een evolutieboom).
In de Popol Vuh van de Maya's zijn de eerste mensen ook van hout, geschapen door Gucumatz en Tepëu.